# علاقات حماس الخارجية
تتمتع حماس، الكيان الذي أصبح اعتبارًا من 2006 السلطة الحاكمة في قطاع غزة، بعلاقات خارجية تمتد إلى دول عديدة حول العالم. اعتبارًا من 2023، أصبح موسى أبو مرزوق هو رئيس مكتب العلاقات الدولية للمجموعة.

## أفريقيا

### مصر
كانت مصر في عهد محمد مرسي- الذي تولى السلطة من 2011 إلى 2013- تدعم حماس.

### جنوب أفريقيا
أرسلت حماس وفدًا رسميًا إلى جنوب إفريقيا للاحتفال بالذكرى العاشرة لوفاة نيلسون مانديلا، وانضمت إلى وزيرة المؤتمر الوطني الأفريقي لينديوي زولو في حدث وضع الإكليل في 5 ديسمبر 2023.

### السودان
كان السودان في عهد الرئيس عمر البشير داعما رئيسيا وزود حماس بالصواريخ.

## الأمريكتين

### كوبا
يُزعم أن كوبا تُقدم دعمًا استخباراتيًا لحماس.

### فنزويلا
أصبحت العلاقات بين فنزويلا وحماس أكثر قربا في ظل رئاستي هوغو تشافيز ونيكولاس مادورو، بسبب المعارضة المشتركة للولايات المتحدة.

## آسيا

### إسرائيل
بدا أن الإسلاميين مهتمون بدراسة القرآن أكثر من اهتمامهم بمحاربة إسرائيل؛ عندما اتصلت بهم إسرائيل لأول مرة في غزة في السبعينيات والثمانينيات. تم الاعتراف بالمجمع الإسلامي- السابق لحركة حماس- من قبل السلطات الإسرائيلية، وتم تسجيله كجمعية خيرية. تمكن أعضاء المجمع من إنشاء جامعة إسلامية، بالإضافة إلى المساجد والنوادي والمدارس. والأهم من ذلك، أن إسرائيل كثيراً ما أخذت مقعداً خلفياً في صراعات السلطة بين الإسلاميين، والتي كانت أحياناً مميتة، مع نظرائهم الفلسطينيين العلمانيين واليساريين في غزة والضفة الغربية. يقول ديفيد هاشام، المُتخصص في العلاقات العسكرية العربية الإسرائيلية؛والذي عمل في غزة في أواخر الثمانينيات وأوائل التسعينيات: "عندما أنظر إلى سلسلة من الأحداث، أعتقد أننا ارتكبنا خطأ". ومع ذلك، لم يفكر أحد في ذلك الوقت في النتائج التي قد تحدث." أما بخصوص مدى مساهمة أفعالهم في صعود حركة حماس، يختلف المسؤولون الإسرائيليون- الذين خدموا في غزة- مع هذا الرأي. وهم يعزون النمو الأخير للحركة إلى قوى خارجية، وخاصة إيران. وتتبنى الحكومة الإسرائيلية نفس الرأي.

### سوريا
كانت الجمهورية العربية السورية من أشد المؤيدين لحركة حماس حتى عام 2011 لدى اندلاع الحرب الأهلية السورية. في يناير 2012، وقفت حماس إلى جانب المتحاربون في الحرب الأهلية السورية ضد حكومة بشار الأسد. ومنذ 2022 عادت العلاقات وتجدد الدعم. منذ 2022، أصبحت حماس مرة أخرى جزءًا من محور المقاومة الإقليمي.

## أوروبا

### روسيا

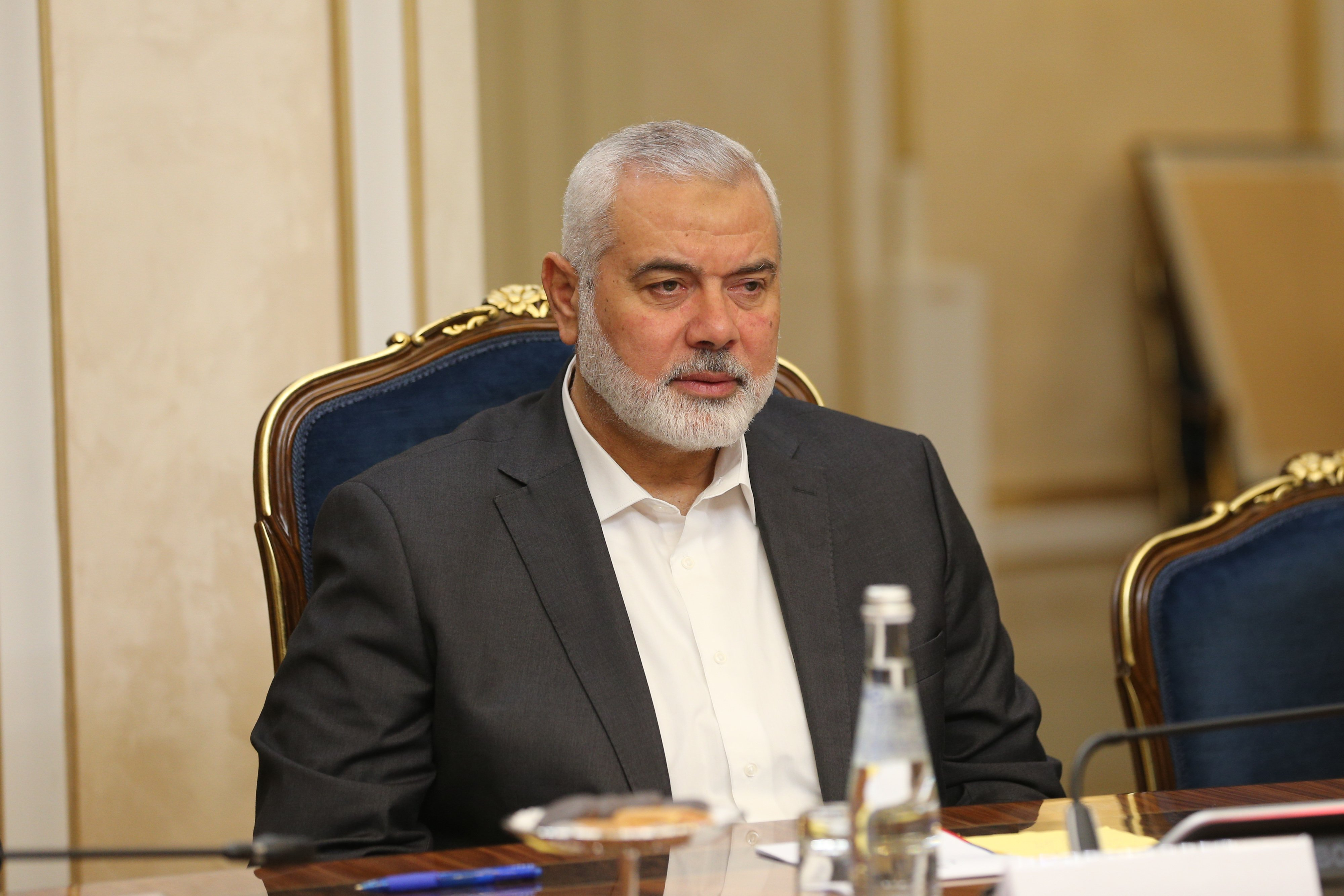
زعيم حماس إسماعيل هنية في لقاء مع مسؤولين روس في موسكو 2022

تُقيم روسيا علاقات دبلوماسية مع الجناح السياسي لحركة حماس، المنظمة الإسلامية الفلسطينية؛ التي تحكم قطاع غزة. ولم تصنف روسيا حماس كمنظمة إرهابية، رغم أنها أدانت هجمات حماس باعتبارها "إرهابًا"، واتخذت موقفًا متشددًا ضد الإرهاب الإسلامي. كما حافظت روسيا على علاقاتها مع إسرائيل.